# セッジリー OSS .38
セッジリー OSS .38グローブ拳銃、もしくはセッジリー・フィストガンとは第二次世界大戦中の銃である。設計はスタンリー・M・ヘイト、生産はフィラデルフィアのセッジリー社が担当した。
この銃はアメリカ海兵隊とアメリカ海軍用に製造された。アメリカ海軍による公式な名称は「Hand Firing Mechanism, Mk 2（手動発射機構、Mk2）」である。52丁から200丁が製造されたものと信じられている。

## 説明
セッジリー OSSは単発で中折れ式、滑腔銃身、弾薬に.38スペシャル弾を用いる拳銃で、アメリカ海軍情報局のためにスタンリー・M・ヘイトが設計した。これは隠密作戦に用いたり、太平洋の戦域で暗殺に使うためのものだった。
銃の本体は牛革のグローブの背に装着されている。この拳銃は、使うまでロングスリーブのコートで隠すこととされた。この外観のため、普通「グローブ・ピストル」や「グローブ銃」のあだ名で呼ばれていた。トリガーは棒状で、銃身と並行し、銃口よりも先に突き出していた。装填とコッキングを済ませた後でこの銃を発射するには、使用者が拳を固めてから標的にトリガーを押し付けた。
どのセッジリー拳銃にも1つだけグローブが付属しているが、ペアでは作られていない。